# روث أتكينسون
روث أتكينسون هي رسامة بالرصاص كندية، ولدت في 2 يونيو 1918 في تورونتو في كندا، وتوفيت في 1 يونيو 1997 في باسيفيكا في الولايات المتحدة بسبب سرطان.